# Équipe de France de rink hockey
Cet article traite de l'équipe masculine pour l'équipe féminine voir Équipe de France féminine de rink hockey
Pour les articles homonymes, voir Équipe de France.
L'équipe de France de rink hockey, créée en 1924 à l'occasion de la Coupe des Nations, est l'équipe de France qui représente la France au rink hockey. Elle est constituée par une sélection de joueurs français dirigée sous l'égide du Comité national de rink hockey. C'est la 8e sélection mondiale et 4e européenne selon la CERH.

## Histoire

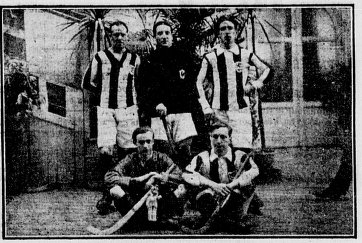
Équipe de France de rink hockey en 1920 pour son premier match

Alors que la Fédération Française de Roller Sports existe depuis 10 ans, la première apparition officielle de l'équipe de France de rink hockey a lieu en 1920. La France compte alors de nombreux clubs, parmi lesquels le Paris HC, RHC Paris, le HC Orléans, le HCF Tourcoing... Le championnat de France de rink hockey masculin en est à sa 5e saison.
Le premier match de l'équipe de France le 20 mars 1920, au Skating du Fresnoy à Tourcoing dans le département du Nord l'opposera à la Belgique et se terminera par une sévère défaite (1-7), due selon le chroniqueurs de l'époque à une piètre prestation du gardien parisien Peters. On remarquera que les cinq titulaires de cette première équipe sont uniquement issus du Paris HC (Peters, Steinfeckel), déjà double champion de France et du HCF Tourcoing (Descamps, Richardson, Dobigies) triple champion de France. Sur le banc de touche, trois joueurs du RHC Paris et un du HCF Tourcoing,.
Les débuts de la sélection française sont prometteurs. Elle termine 3e des Coupe des nations 1924 et 1925. Entre 1926 et 1932, la France termine sur le podium de toutes les éditions des championnats d'Europe. Vient ensuite une période de traversée du désert durant laquelle la France est barrée par les nations latines montantes. Avec l'instauration du groupe B aux Championnats du monde de rink hockey, la France est classée en seconde division mondiale. Elle navigue ensuite entre les deux divisions et remporte à deux reprises le titre de champion du monde B, en 1984 et 1994, date à partir de laquelle elle ne quittera plus la première division mondiale.
Au fil des années, l'équipe de France se hisse au niveau des meilleures équipes mondiales, terminant 5e des championnats du monde A en 2007 et 2009. La sélection nationale retrouve le podium d'une compétition internationale majeure depuis les années 1930 en terminant 3e de l'édition 2010 du championnat d'Europe.

## Résultats de l'équipe de France
- Vainqueur du Championnat du monde B de rink hockey masculin en 1984 et 1994
- Second du Championnat du monde B de rink hockey masculin 1992
- Vice-champions d'Europe en 1926, 1927, 1928, 1930 et 1931
- Troisième des championnats d'Europe en 1929, 1932 et 2010

### Adversaires de l'équipe de France
| Adversaire       | J   | G   | N   | P   | Bp   | Bc   | Diff | Premier match                         | Dernier match                      | Plus large victoire            | Plus large défaite         | Référence |
| ---------------- | --- | --- | --- | --- | ---- | ---- | ---- | ------------------------------------- | ---------------------------------- | ------------------------------ | -------------------------- | --------- |
| Allemagne        | 104 | 35  | 11  | 58  | 292  | 393  | -101 | 21/04/1924 (5-2) à Montreux           | 29/03/2013 (3-3) à Montreux        | 8-1 (08/04/1931 et 02/10/2001) | 3-18 (05/09/1982)          |           |
| Andorre          | 6   | 5   | 1   | 0   | 25   | 16   | +9   | 20/04/1992 (6-3) à Wuppertal          | 21/07/2006 (3-2) à Monza           | 6-3 (21/07/1992)               | -                          |           |
| Angleterre       | 82  | 44  | 9   | 29  | 330  | 247  | +83  | 20/04/1924 (2-3) à Montreux           | 14/09/2012 (7-1) à Paredes         | 10-4 (10/05/1969)              | 2-11 (28/05/1958)          |           |
| Angola           | 18  | 8   | 3   | 7   | 67   | 59   | +7   | 12/04/1982 (13-5) à Montreux          | 28/03/2013 (1-4) à Montreux        | 13-5 (12/04/1982)              | 2-8 (09/10/1993)           |           |
| Argentine        | 14  | 0   | 1   | 13  | 16   | 108  | -92  | 15/05/1960 (2-2) à Madrid             | 22/04/2011 (2-4) à Montreux        | -                              | 2-14 (12/04/1982)          |           |
| Australie        | 8   | 6   | 1   | 1   | 40   | 14   | +26  | 26/07/1974 (8-0) à Lisbonne           | 07/11/1994 (11-1) à Rengo          | 11-1 (07/11/1994)              | 3-4 (09/10/1990)           |           |
| Autriche         | 7   | 7   | 0   | 0   | 74   | 7    | +67  | 08/11/1994 (10-1) à Rengo             | 08/09/2010 (9-0) à Wuppertal       | 15-2 (15/12/1998)              | -                          |           |
| Belgique         | 57  | 27  | 3   | 27  | 207  | 186  | +21  | 20/03/1920 (1-7) à Fresnoy            | 01/01/1996 (8-0) à Salsomaggiore   | 9-0 (01/04/1929)               | 1-10 (23/11/1979)          |           |
| Brésil           | 16  | 5   | 3   | 9   | 53   | 69   | -16  | 05/06/1953 (1-1) à Genève             | 31/03/2013 (8-0) à Montreux        | 6-3 (12/04/1993)               | 1-8 (25/09/2011)           |           |
| Canada           | 3   | 3   | 0   | 0   | 16   | 8    | +8   | 17/11/1980 (6-4) à Talcahuano         | 11/10/1990 (3-2) à Macao           | 7-2 (09/05/1982)               | -                          |           |
| Chili            | 11  | 5   | 3   | 3   | 38   | 29   | +9   | 02/06/1954 (0-0) à Barcelone          | 30/09/2011 (3-4) à San Juan        | 7-2 (26/04/1970)               | 3-8 (19/09/1986)           |           |
| Colombie         | 8   | 6   | 2   | 0   | 37   | 12   | 25   | 16/11/1980 (7-2) à Talcahuano         | 26/09/2011 (4-2) à San Juan        | 8-1 (09/11/1994)               | -                          |           |
| Danemark         | 7   | 7   | 0   | 0   | 57   | 3    | +54  | 08/06/1951 (13-0) à Barcelone         | 25/05/1958 (13-1) à Porto          | 13-0 (08/06/1951)              | -                          |           |
| Égypte           | 6   | 5   | 1   | 0   | 22   | 4    | +18  | 25/03/1948 (5-1) à Montreux           | 12/05/1960 (3-1) à Madrid          | 6-0 (02/06/1954)               | -                          | [14]      |
| Espagne          | 82  | 0   | 1   | 81  | 97   | 594  | -497 | 21/05/1947 (2-3) à Lisbonne           | 12/09/2012 (1-4) à Paredes         | -                              | 1-15 (28/05/1967)          |           |
| États-Unis       | 17  | 9   | 1   | 7   | 59   | 51   | +8   | 24/04/1970 (8-2) à San Juan           | 18/06/2007 (6-2) à Montreux        | 8-2 (24/04/1970)               | 2-7 (20/09/1986)           |           |
| Guatemala        | 1   | 1   | 0   | 0   | 27   | 1    | +26  | 13/05/1982 (27-1) à Lisbonne          | -                                  | 27-1 (13/05/1982)              | -                          |           |
| Inde             | 1   | 1   | 0   | 0   | 6    | 4    | +2   | 21/11/1980 (6-4) à Talcahuano         | -                                  | 6-4 (21/11/1980)               | -                          |           |
| Irlande          | 6   | 6   | 0   | 0   | 95   | 4    | +91  | 06/06/1951 (10-0) à Barcelone         | 03/12/1994 (39-1) à Funchal        | 39-1 (03/12/1994)              | -                          |           |
| Israël           | 1   | 1   | 0   | 0   | 19   | 0    | +19  | 18/10/1992 (19-0) à Andorre           | -                                  | 19-0 (18/10/1992)              | -                          |           |
| Italie           | 91  | 15  | 9   | 74  | 175  | 478  | -303 | 13/05/1925 (3-0) à Montreux           | 13/09/2012 (4-6) à Paredes         | 6-1 (18/04/1927)               | 1-19 (03/10/1993)          |           |
| Japon            | 7   | 7   | 0   | 0   | 62   | 13   | +49  | 27/04/1970 (10-3) à San Juan          | 19/10/1992 (14-0) à Andorre        | 14-0 (19/10/1992)              | -                          |           |
| Mexique          | 6   | 6   | 0   | 0   | 58   | 8    | +8   | 15/05/1982 (7-0) à Lisbonne           | 05/08/2005 (9-2) à Mexico          | 17-1 (12/11/1993)              | -                          |           |
| Macao            | 4   | 4   | 0   | 0   | 51   | 3    | +48  | 18/11/1984 (10-0) à Paris             | 20/04/2011 (21-1) à Montreux       | 21-1 (20/04/2011)              | -                          |           |
| Mozambique       | 5   | 2   | 1   | 2   | 11   | 14   | -3   | 02/07/1986 (2-1) à Maputo             | 19/06/2007 (4-2) à Montreux        | 4-2 (19/06/2007)               | 1-6 (10/10/1990)           |           |
| Norvège          | 4   | 4   | 0   | 0   | 12   | 3    | +9   | 03/06/1954 (5-2) à Barcelone          | 21/05/1959 (5-1) à Genève          | 5-1 (21/05/1954)               | -                          |           |
| Nouvelle-Zélande | 7   | 7   | 0   | 0   | 59   | 13   | +46  | 16/09/1976 (7-1) à Oviedo             | 10/11/1994 (6-1) à Santiago        | 12-0 (17/10/1992)              | -                          |           |
| Pays-Bas         | 73  | 21  | 37  | 15  | 211  | 274  | -63  | 28/03/1948 (8-0) à Montreux           | 23/07/2008 (10-0) à Oviedo         | 10-0 (23/07/2008)              | 1-13 (04/09/1982)          |           |
| Portugal         | 91  | 4   | 3   | 84  | 142  | 655  | -513 | 10/05/1930 (2-1) à Herne Bay          | 10/09/2012 (7-3) à Paredes         | 10-1 (18/05/1932)              | 1-20 (05/10/1983)          |           |
| Suisse           | 103 | 31  | 22  | 50  | 317  | 360  | -43  | 10/04/1924 (1-3) à Montreux           | 27/03/2013 (1-1) à Montreux        | 6-0 (01/04/1929)               | 0-8 (06/09/2010)           |           |
| Uruguay          | 1   | 1   | 0   | 0   | 2    | 0    | +2   | 06/06/1954 (2-0) à Barcelone          | -                                  | 2-0 (06/06/1954)               | -                          |           |
| Total            | 843 | 283 | 112 | 460 | 2677 | 3631 | -990 | Belgique 20/03/1920 (1-7) à Tourcoing | Brésil 31/03/2013 (8-0) à Montreux | Irlande 39-1 (03/12/1994)      | Portugal 1-20 (05/10/1983) |           |

## Effectif actuel
Effectif pour le championnat du monde 2019
| Nom                  | Poste           | Club                               |
| -------------------- | --------------- | ---------------------------------- |
| Keven Correia        | Gardien         | Valença HC (D1 portugaise)         |
| Baptiste Bonneau     | Gardien         | Cerdanyola CH (D1 espagnole)       |
| Anthony Da Costa     | Joueur de champ | CS Noisy roller                    |
| Carlo Di Benedetto   | Joueur de champ | FC Porto (D1 portugaise)           |
| Fabien Barengo       | Joueur de champ | SCRA Saint-Omer                    |
| Rémi Herman          | Joueur de champ | Juventude de Viana (D1 portugaise) |
| Roberto Di Benedetto | Joueur de champ | HC Liceo (D1 espagnole)            |
| Bruno Di Benedetto   | Joueur de champ | HC Liceo (D1 espagnole)            |
| Mathieu Le Roux      | Joueur de champ | SCRA Saint-Omer                    |
| Nathan Gefflot       | Joueur de champ | CE Lleida (D1 espagnole)           |

Entraîneur :   Fabien Savreux

## Joueurs emblématiques
- Kévin Guilbert, né en 1986, il a participé en senior homme aux Championnats d'Europe 2010 au poste d'Attaquant. Il joue dans le club de Plonéour, en Bretagne.
- Igor Tarassioux, né en 1977, il a été sélectionné à 22 reprises de 1995 à 2009, année où il annonce sa retraite[11]
- Julien Huvelin, né en 1983, sa dernière compétition internationale était le Championnat du Monde 2007, il prendra sa retraite sportive à la fin de la saison 2011/2012
- Nicolas Guillen, né en 1982, sa dernière compétition internationale était les Championnats du Monde 2009, il prendra sa retraite internationale en 2010.
- Sébastien Landrin